# Fundación Dolores Medio
La Fundación Dolores Medio es una fundación creada por la escritora ovetense Dolores Medio con el fin principal de crear y sostener el Premio Asturias de novela, así como la creación de otros premios, la concesión de ayudas para estudios literarios, becas de viajes, promoción de acontecimientos de divulgación cultural y la distribución de libros en bibliotecas y centros educativos, amén de la organización de cursos, seminarios y publicaciones.
También creó el «Gran Premio de las Letras Asturianas», otorgado a Alfonso Camín y Alejandro Núñez Alonso (1981), Juan Antonio Cabezas (1982), José García Nieto  (1983), Jesús Evaristo Casariego  (1985), César Martín Cano  (1985), Antonio García Niñor  (1986), Francisco Carantoña  (1987), Felipe Neri Junquera  (1988), Manuel Fernández Avello  (1989) y Nelquiades Cabal  (1990).